# Lempty
Lempty é uma comuna francesa na região administrativa de Auvérnia-Ródano-Alpes, no departamento Puy-de-Dôme. Estende-se por uma área de 4,78 km². Em 2010 a comuna tinha 396 habitantes (densidade: 82,8 hab./km²).